# Göstling an der Ybbs
Göstling an der Ybbs is een gemeente in de Oostenrijkse deelstaat Neder-Oostenrijk, gelegen in het district Scheibbs (SB) aan de rivier de Ybbs. De gemeente heeft ongeveer 2200 inwoners.

## Geografie
Göstling an der Ybbs heeft een oppervlakte van 143,55 km². Het ligt in het centrum van het land, ten westen van de hoofdstad Wenen en ten zuidwesten van de deelstaathoofdstad Sankt Pölten.

## Galerij

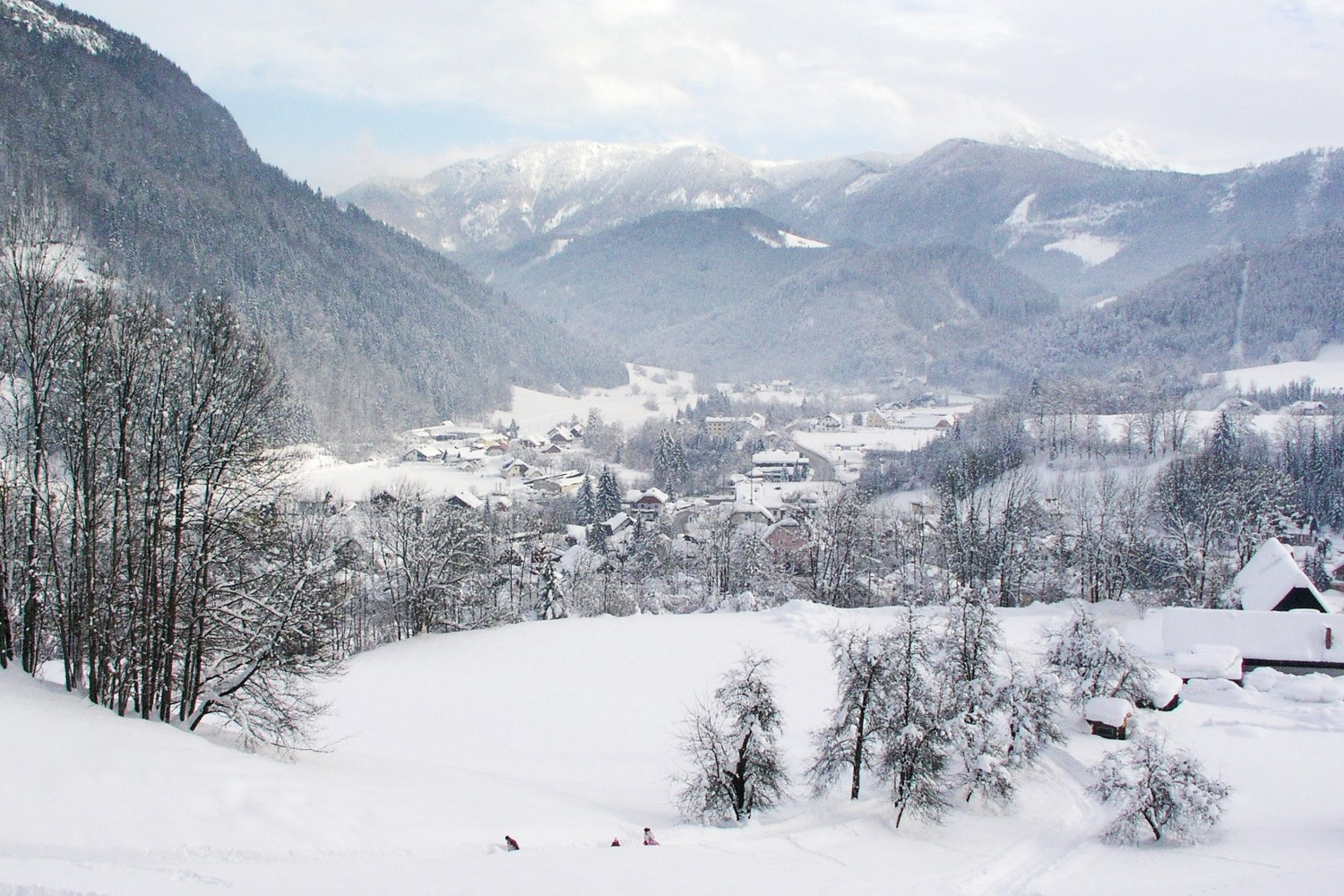
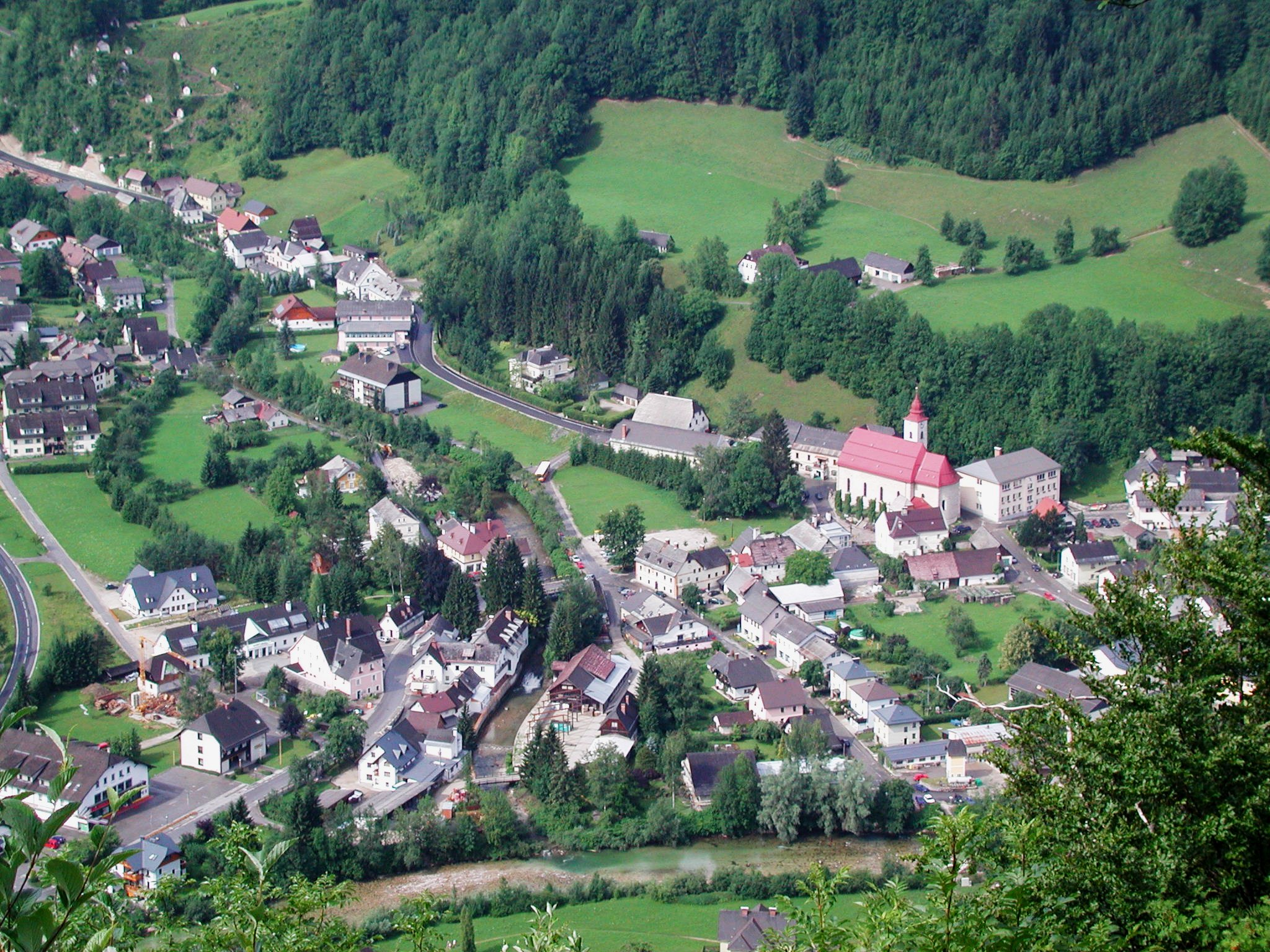
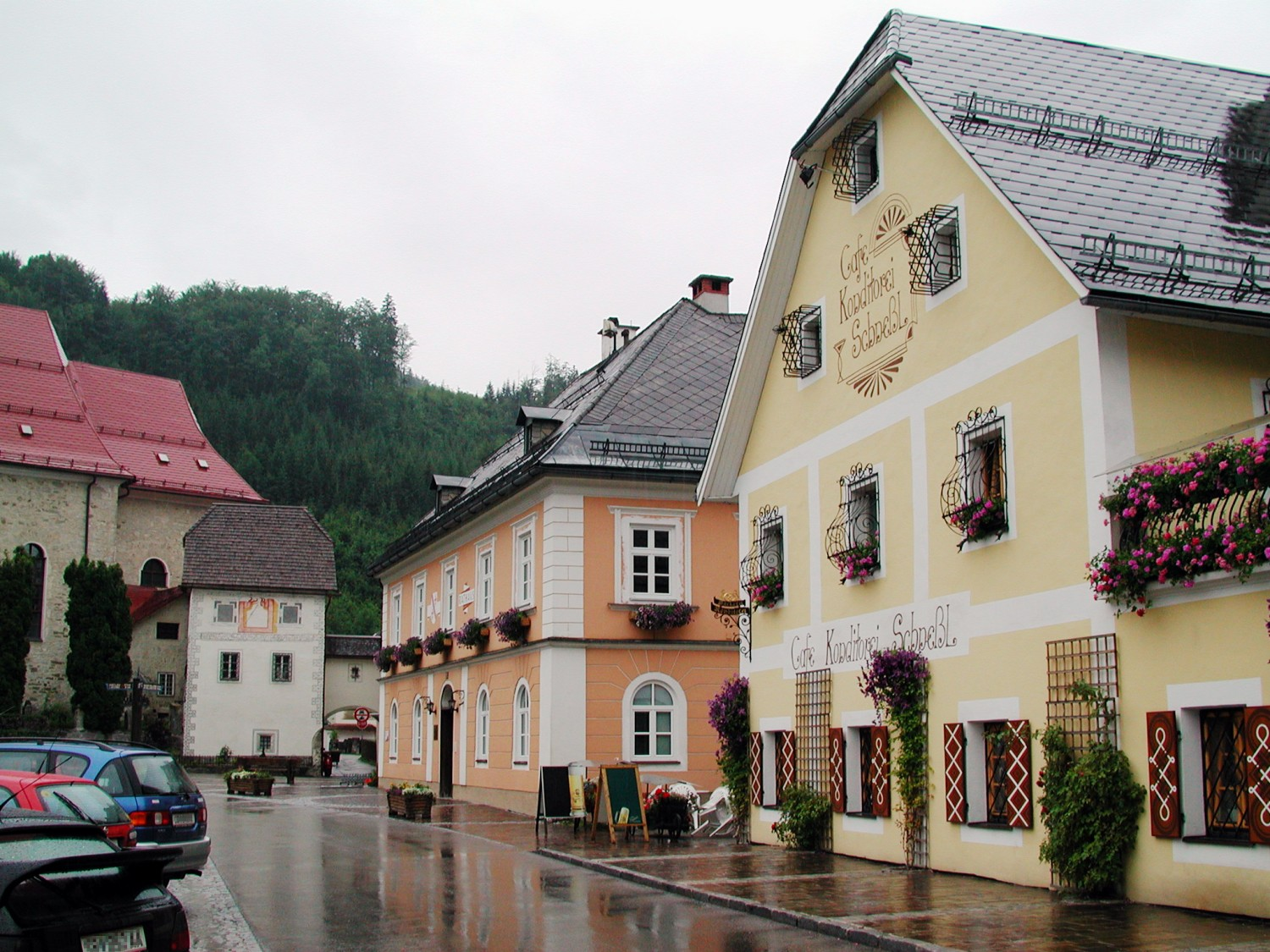
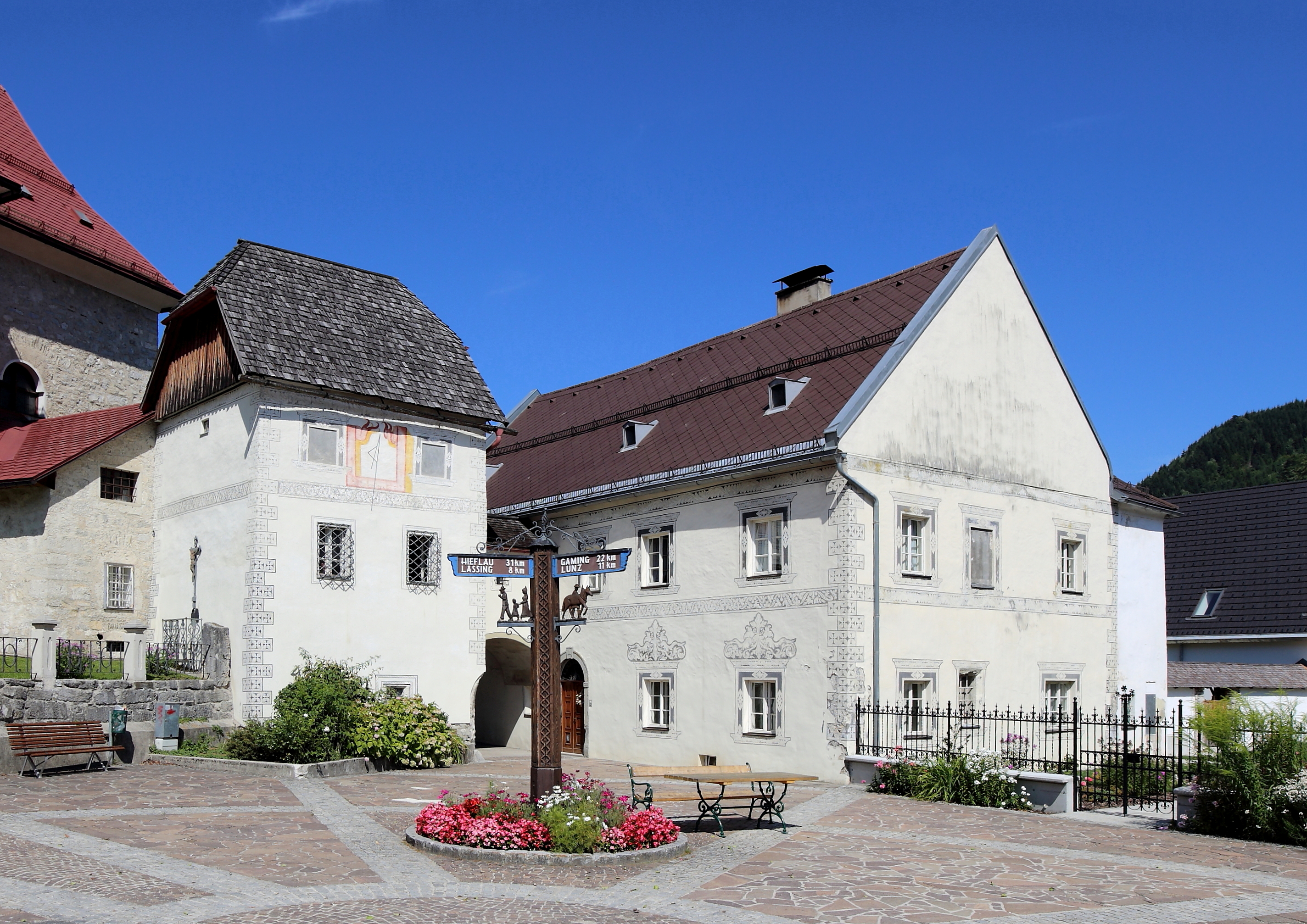
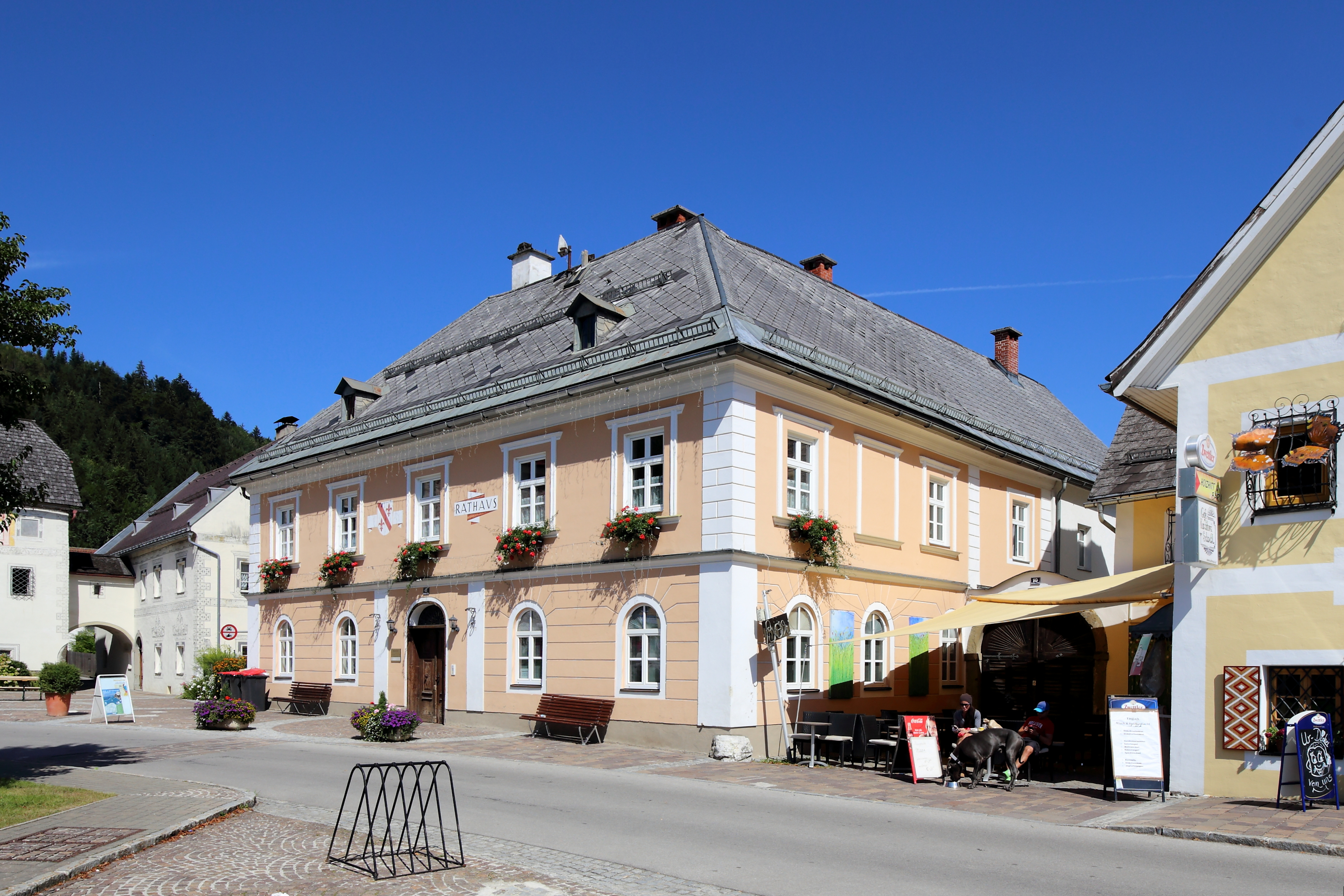

Gaming · Göstling an der Ybbs · Gresten · Gresten-Land · Lunz am See · Oberndorf an der Melk · Puchenstuben · Purgstall an der Erlauf · Randegg · Reinsberg · Scheibbs · Sankt Anton an der Jeßnitz · Sankt Georgen an der Leys · Steinakirchen am Forst · Wang · Wieselburg · Wieselburg-Land · Wolfpassing
- Gemeinsame Normdatei: 4309872-1
- Virtual International Authority File: 247784558
- WorldCat: E39PBJhX899w3kxWFJh7VJCvpP